# DVD-Video

Logo del DVD-Video

Il DVD-Video, abbreviato DVD, è un tipo di disco ottico in formato DVD, letto con un lettore DVD e usato per la distribuzione di dati multimediali audiovisivi (film) suddivisi in file, organizzati secondo le specifiche del DVD Forum e sviluppate da OSTA (Optical Storage Technology Association ). I dati video son compressi tipicamente con il codec MPEG-2, mentre per i dati audio viene utilizzata solitamente la compressione AC3 con l'aggiunta, a discrezione del produttore, di tracce in altri formati (spesso WAV non compresso, o altri). I dati delle tracce audio e video, non sono memorizzati separatamente ma miscelati (multiplexati ) in un unico pacchetto (streaming). Il supporto su cui vengono memorizzati i dati è generalmente un DVD 9 (DVD singola faccia, doppio strato da 8,5 GB/2ore).

## Storia
Sin dalla fine degli anni ottanta a molti osservatori era chiaro che il supporto d'elezione per i film sarebbe stato un disco digitale con elevata capacità di memorizzazione. Nel 1994 una commissione designata dalle major hollywoodiane stabilì alcune linee-guida utili ai fini dello sviluppo di un formato digitale. I modi in cui questo formato poteva essere implementato erano molteplici e, nel 1995, IBM era già intervenuta per mettere d'accordo i vari produttori ed accordare le loro proposte con le esigenze delle case di produzione di Hollywood. Il motivo che spingeva "Big Blue" ad assumere questa posizione conciliante è da ricercarsi nel ricordo della micidiale battaglia commerciale che, negli anni settanta, aveva opposto il formato Betamax al VHS, dissanguando la Sony e diverse altre aziende.

### Remore delle aziende produttrici
In realtà le resistenze iniziali all'adozione di uno standard furono molte: la stessa Sony, insieme alla Philips, era proprietaria della tecnologia CD, quindi non voleva rinunciare alla sua posizione potenzialmente privilegiata, dal momento che il nuovo supporto voleva essere retro-compatibile con il CD. Inoltre sia Nimbus, sia Toshiba, sia le medesime Sony e Philips avevano, per loro conto, già sviluppato formati proprietari incompatibili fra loro.
Nell'aprile del 1995 IBM patrocinò un tavolo negoziale fra le varie fazioni di produttori; nell'agosto dello stesso anno, insieme alle aziende partner che nel frattempo avevano costituito una cordata e fra cui spiccavano Sun Microsystems, Apple, HP e perfino Microsoft, dette un ultimatum al duo Sony/Philips che fu costretto ad accettare l'alleanza per non venir tagliato fuori dal mercato. Il 15 settembre 1995 fu annunciato l'accordo, mentre il 12 dicembre 1995, con la creazione ufficiale del DVD Consortium (poi mutato in DVD Forum nel 1997) nacque ufficialmente il Digital Video Disc.

### Remore delle major cinematografiche
Tuttavia ciò che aveva visto la luce era soltanto il supporto. L'applicazione DVD-Video era ben lungi dall'assumere la sua forma definitiva.
La storia del DVD-Video è strettamente interrelata a quella dei sistemi di protezione dei contenuti, che i produttori hanno voluto fossero presenti in questo supporto fin dalle primissime versioni. L'elevato livello qualitativo dello standard MPEG-2, che rendeva possibile fruire in home video di una qualità di gran lunga superiore a quella del VHS, intimoriva moltissimo le major cinematografiche, la cui pretesa, fin dal 1994, era che sul nuovo supporto venissero memorizzate soltanto copie a bassa risoluzione dei video originali. Solo nel 1996, quando fu introdotta una serie di misure, anche a livello di normativa legale, volte a limitare il fenomeno della pirateria audiovisiva, i produttori acconsentirono all'uso del DVD per le applicazioni Video.
Anzitutto, le case cinematografiche avevano preteso la suddivisione del globo in sei macro aree principali, che sarebbero servite ad impedire lo scambio di DVD fra una nazione e l'altra, a causa delle incompatibilità dei rispettivi lettori (un lettore con codice per la zona 6 non è in grado di leggere un DVD contrassegnato per la zona 1). Inoltre furono implementati altri due sistemi di protezione: un primo sistema era deputato ad impedire la copia analogica (il Macrovision) mentre il secondo era volto ad impedire la copia digitale, cioè il "copia e incolla", via sistema operativo, dei file contenenti il video. Quest'ultimo tipo di protezione, chiamato Content Scrambling System (CSS), veniva considerato dai produttori come la garanzia definitiva contro la riproduzione illegale.
Il primo DVD-Video, versione 1.0, fu proiettato nel novembre 1996 a Tokyo. L'applicazione cominciò ad affermarsi a partire dal 1997. Nel 1998 il DVD-Forum pubblicò le specifiche del DVD 1.1. Ma il "boom" vero e proprio, con ampia diffusione nel mercato consumer, ci fu nel 1999.

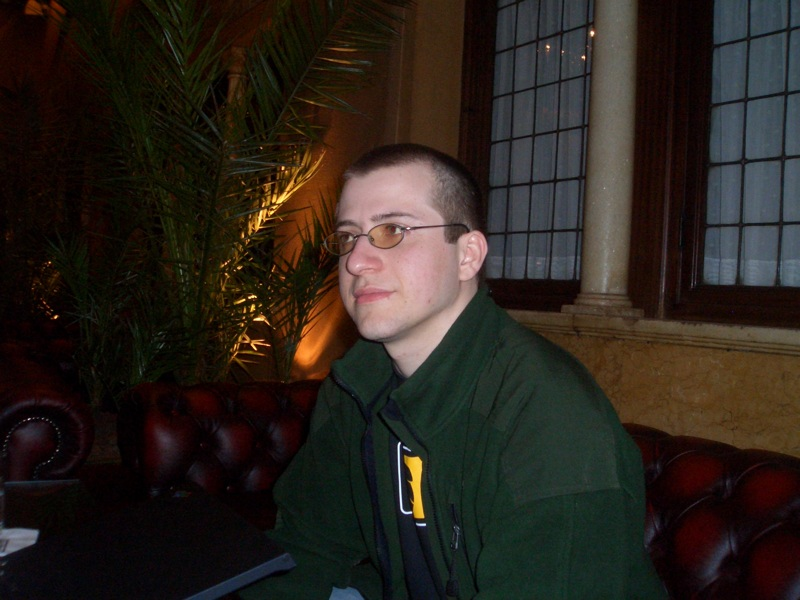
Jon Lech Johansen (DVD-Jon)

Tuttavia, proprio nel novembre del 1999, quindi tre anni dopo la prima proiezione del DVD-Video, Jon Johansen, uno studente quindicenne di Harstad, distribuì su Internet il DeCSS, un piccolo programma che consentiva di effettuare il ripping dei DVD-Video, cioè la copia su hard-disk dei file presenti nel DVD, aggirando la protezione CSS.
Johansenn, che affermò di aver realizzato il DeCSS solo perché voleva guardare i DVD sotto Linux, nel 2000 fu arrestato dalla polizia norvegese su denuncia dell'associazione americana dei produttori cinematografici (MPAA) e processato; nel 2003 è stato assolto con formula piena dal tribunale norvegese in quanto nel processo fu appurato che il DVD-Video, che Johansen aveva "copiato illegalmente", era stato da lui stesso acquistato regolarmente e che effettivamente non era possibile visualizzarlo sul sistema operativo Linux installato sul suo computer. In realtà "DVD-Jon", pur essendo molto esperto, non aveva sviluppato l'algoritmo che violava la protezione CSS da solo; gli altri due autori del complesso software di decriptazione del Content Scrambling System sono sempre rimasti anonimi (pare che uno di loro fosse un programmatore tedesco).
Il 17 aprile 2002 Jon Johansen, insieme agli altri due anonimi creatori dell'algoritmo implementato nel DeCSS, è stato insignito dell'EFF Pioneer Awards, il premio che la Electronic Frontier Foundation mette ogni anno in palio per premiare individui che si sono distinti nello sviluppo di tecnologie informatiche utili alla comunicazione delle informazioni o alla tutela dei fruitori di Internet.
Il DeCSS era stato reso disponibile in open source, quindi con sorgente aperto; perciò fu possibile, per altri programmatori, implementarne l'algoritmo all'interno di software dotati di un'interfaccia grafica maggiormente user-friendly.

### In Italia
In Italia il primo lettore DVD fu commercializzato dalla Panasonic alla fine del 1997 al costo di 1 200 000 lire (pari agli attuali 862,19 euro, a marzo 2020), anche se acquistare un DVD all'epoca era ancora difficile.
I primi film in DVD per il mercato italiano furono stampati e distribuiti dalla Columbia TriStar Home Video nella primavera del 1998 cominciando con quattro grandi successi cinematografici, a 54 900 lire (gli attuali 28,35 euro, ovvero 38,75 euro rivalutati a marzo 2020): Jerry Maguire, Jumanji, Nel centro del mirino e L'incredibile volo. Da quel momento la Columbia pubblicò quattro film al mese. Successivamente, a partire dall'autunno dello stesso anno, anche la Warner Home Video diffuse nei negozi i suoi primi titoli ad un prezzo consigliato di 44 900 lire (gli attuali 23,19 euro, ovvero 31,69 euro rivalutati a marzo 2020) tra i quali Qualcuno volò sul nido del cuculo, I ponti di Madison County, Guardia del corpo e altri.

## File system

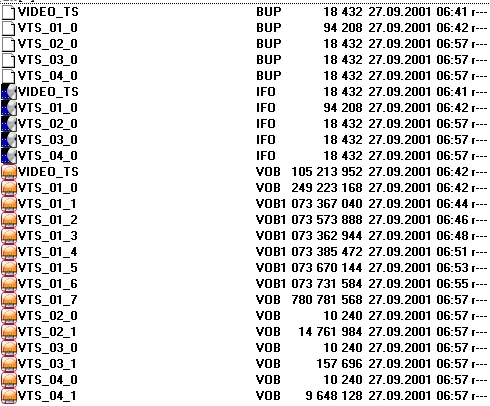
Esempio di struttura dei file in un DVD-Video

Il file system del DVD è una variante ridotta dell'Universal Disk Format (UDF), chiamata MicroUDF.
La struttura dei DVD-Video, cioè il modo in cui i file sono memorizzati ed organizzati all'interno del supporto di memorizzazione, è
standard; questa organizzazione serve a fare in modo che tutti i riproduttori siano in grado di localizzare senza problemi i dati.

All'interno della radice vi sono due directory, chiamate AUDIO_TS e VIDEO_TS.
Come i nomi suggeriscono, queste due directory sono deputate a contenere rispettivamente gli elementi dei DVD-Audio e dei DVD-Video. In questi ultimi, dunque, AUDIO_TS è sempre vuota; VIDEO_TS contiene invece tutti gli elementi interessati nella riproduzione del video.
All'interno di VIDEO_TS vi sono tre tipi di file, identificati da tre differenti estensioni:
- .IFO: contiene le informazioni sulla dislocazione di audio, video e sottotitoli, sulla suddivisione in capitoli del film e su ogni altro contenuto; è il descrittore della struttura del DVD-Video.
- .VOB: VOB sta per Video OBject; è il contenuto multimediale vero e proprio, cioè è un file è in cui sono memorizzati l'audio e il video in forma multiplexata, cioè miscelata.
- .BUP: è un backup del file .IFO.

Per semplificare la gestione del file system da parte dei computer, i file possono avere la dimensione massima di circa 1 gibibyte (1073739776 B, pari a 1 gibibyte−2 kibibyte) per cui un tipico titolo di circa 100 minuti, che compresso occupa generalmente dai 4 ai 7 GB, verrà suddiviso in più file VOB. In realtà i dati dello stream sono memorizzati in maniera contigua e al lettore DVD-Video sarà sufficiente sapere solo la posizione del primo file (VTS_xx_1.VOB) per posizionarsi e leggere i dati dell'intero titolo.
Oltre ad avere specifiche estensioni, i file presenti nella directory VIDEO_TS sono anche caratterizzati da una specifica nomenclatura. I nomi dei file possono iniziare per:
- VIDEO_TS
- VTS_

dove TS sta per TitleSet.
I file che cominciano per VIDEO_TS sono i primi ad essere letti e contengono le informazioni ed i contenuti riprodotti automaticamente quando il supporto viene inserito nel lettore (per esempio il numero del titolo che deve essere riprodotto inizialmente e il menu principale del DVD-Video). Gli altri file, che iniziano per VTS_, racchiudono i menu secondari e i titoli. Gli archivi .IFO contengono i riferimenti ai .VOB da caricare. La struttura tipica del file system del DVD-Video è dunque la seguente:
```
ROOT
|-AUDIO_TS
|-VIDEO_TS
 |-VIDEO_TS.BUP
 |-VIDEO_TS.IFO
 |-VIDEO_TS.VOB
 |-VTS_xx_y.BUP
 |-VTS_xx_y.IFO
 |-VTS_xx_y.VOB
```

dove xx, da 01 a 99, indica il numero del titolo (film, making of, trailer, informazioni sul copyright, ecc.), mentre y, da 1 a 9, indica la successione dei file. Il file VTS_xx_0.VOB contiene i menu del titolo (secondari). I menu, essendo vincolati ad un solo file, non possono superare la dimensione di 1 GiB.
Ad esempio, la directory VIDEO_TS di un DVD-Video contenente un film suddiviso in cinque VOB ed un contenuto speciale suddiviso in due VOB includerà i seguenti file:
```
 |-VIDEO_TS.BUP
 |-VIDEO_TS.IFO
 |-VIDEO_TS.VOB
 |-VTS_01_0.BUP
 |-VTS_01_0.IFO
 |-VTS_01_0.VOB
 |-VTS_01_1.VOB
 |-VTS_01_2.VOB
 |-VTS_01_3.VOB
 |-VTS_01_4.VOB
 |-VTS_02_0.BUP
 |-VTS_02_0.IFO
 |-VTS_02_0.VOB
 |-VTS_02_1.VOB
```

## Specifiche tecniche
Il bitrate massimo complessivo di tutti gli stream (audio, video, sottotitoli, informazioni sulla navigazione) è 10,08 Mbit/s. Nel caso di titolo multi-angolo, il bitrate massimo per ogni angolo è di 8 Mbit/s.

Il video è tipicamente compresso con MPEG-2 a bitrate variabile.

Per l'audio, invece, è disponibile un'ampia varietà di formati: AC3, MPEG, DTS, LPCM. Nello standard NTSC è obbligatorio avere almeno una traccia audio in formato AC3 o LPCM; gli altri formati sono opzionali e potrebbero non essere supportati dal lettore (in particolare il formato MPEG). Nello standard PAL, invece, anche l'MPEG è uno dei formati standard che va ad aggiungersi a LPCM ed AC3 come opzione tra i formati obbligatori.

La risoluzione tipica del DVD-Video, in standard PAL, è 720×576.
|             | Parametri | Parametri                                               | Parametri | Parametri | Parametri                                                                                         |
| Codifica    | Bitrate   | Risoluzione                                             | Risoluzione | Extra |                                                                                                   |
| ----------- | --------- | ------------------------------------------------------- | --- | --- | ------------------------------------------------------------------------------------------------- |
| Video       | MPEG-2    | Variabile, Max 9800 kbps                                | PAL (televisione)                                                                                              | 720 × 576 704 × 576 352 × 576 352 × 288                                                                        | - Menu - Multiangolo (max 9) - Aspect ratio: 4:3 4:3 (crop) 16:9 16:9 (letterbox) 16:9 (pan&scan) |
| Video       | MPEG-2    | Variabile, Max 9800 kbps                                | NTSC | 720 × 480 704 × 480 352 × 480 352 × 240                                                                        | - Menu - Multiangolo (max 9) - Aspect ratio: 4:3 4:3 (crop) 16:9 16:9 (letterbox) 16:9 (pan&scan) |
| Video       | MPEG-1    | Variabile, Max 1856 kbps                                | PAL (televisione)                                                                                              | 352 × 288 | - Menu - Multiangolo (max 9) - Aspect ratio: 4:3 4:3 (crop) 16:9 16:9 (letterbox) 16:9 (pan&scan) |
| Video       | MPEG-1    | Variabile, Max 1856 kbps                                | NTSC | 352 × 240 | - Menu - Multiangolo (max 9) - Aspect ratio: 4:3 4:3 (crop) 16:9 16:9 (letterbox) 16:9 (pan&scan) |
| Audio       | AC3       | 64-448 kbps                                             | - fino a 5.1 canali - 48 kHz - fino a 24 bit per canale                                                        | - fino a 5.1 canali - 48 kHz - fino a 24 bit per canale                                                        | Multilingua (fino a 8 lingue)                                                                     |
| Audio       | MPEG      | Variabile 32-384 kbps (MPEG-1) 32-912 kbps (MPEG-2)     | - Mono, Stereo, fino a 7.1 (solo MPEG-2) - Layer I o Layer II (no Layer III) - 48 kHz - 16 o 20 bit per canale | - Mono, Stereo, fino a 7.1 (solo MPEG-2) - Layer I o Layer II (no Layer III) - 48 kHz - 16 o 20 bit per canale | Multilingua (fino a 8 lingue)                                                                     |
| Audio       | DTS       | Variabile 64-1536 kbps                                  | - fino a 7.1 canali - 48 kHz - fino a 24 bit per canale                                                        | - fino a 7.1 canali - 48 kHz - fino a 24 bit per canale                                                        | Multilingua (fino a 8 lingue)                                                                     |
| Audio       | LPCM      | Massimo 6144 kbps                                       | - da 1 a 8 canali - 48 o 96 kHz - 16, 20 o 24 bit per canale                                                   | - da 1 a 8 canali - 48 o 96 kHz - 16, 20 o 24 bit per canale                                                   | Multilingua (fino a 8 lingue)                                                                     |
| Sottotitoli | RLE       | Massimo 3360 kbps, massimo 53220 B per singola immagine | - Stesse risoluzioni del video - 2 bit per pixel - 16 livelli di trasparenza                                   | - Stesse risoluzioni del video - 2 bit per pixel - 16 livelli di trasparenza                                   | - Fino a 32 sottotitoli - Interattività                                                           |

## Sistemi di protezione dei contenuti
I primi tipi di protezione implementati nei DVD-Video sono stati la protezione Analog CPS, o APS, detta Macrovision, e la protezione CSS. La prima era volta ad impedire la copia del video effettuata tramite il collegamento dell'uscita video di un riproduttore con l'ingresso di un altro; la seconda ad impedire il "copia e incolla", via software, dei file video presenti sul supporto. Ma anche la suddivisione in zone geografiche è stato concepito come un sistema di protezione.

### Codici regionali
Le major di Hollywood, cioè il gruppo di pressione dei produttori cinematografici, pretesero, fin dalle primissime versioni del DVD-Video, che fossero introdotte le barriere dei codici regionali (RPC-Regional Playback Control).

Il mondo fu diviso in sei macro aree principali, ognuna associata ad un codice differente; questo codice è utilizzato per contrassegnare il lettore DVD.
Il contrassegno regionale consiste nella memorizzazione, in fase di produzione, del codice regionale entro un apposito registro di memoria del lettore DVD. Un lettore DVD contraddistinto da tale codice viene definito di tipo RPC-2.
Se si tenta di far leggere ad un lettore RPC-2 un DVD appartenente ad una regione diversa dalla propria, la lettura non riuscirà.
Un DVD con denominazione Region 0 o All Region può essere visualizzato su qualsiasi apparecchio, poiché il codice regionale non è stato apposto.
| Codice regionale | Area geografica                                                               |
| ---------------- | ----------------------------------------------------------------------------- |
| 1                | Stati Uniti e Canada                                                          |
| 2                | Europa, Egitto, Giappone, Medio Oriente e Sudafrica                           |
| 3                | Sud-est asiatico, Hong Kong e Corea del Sud                                   |
| 4                | America Centrale e Meridionale, Australia, Caraibi, Nuova Zelanda             |
| 5                | Ex Unione Sovietica, Africa, Afghanistan, Corea del Nord, Mongolia e Pakistan |
| 6                | Cina                                                                          |
| 7                | Riservato                                                                     |
| 8                | Territori transnazionali (ad esempio aerei o navi da crociera)                |

Le zone del DVD

Oltre ai codici delle zone vi sono anche alcuni codici speciali. Inoltre esistono lettori di tipo RPC-1, o regional free, cioè non contrassegnati per una zona specifica: essi sono in grado di leggere DVD provenienti da qualunque zona.
Recentemente è stato sviluppato il Regional Code Enhancement (RCE), un sistema di codifica regionale migliorato che utilizza il linguaggio di programmazione dei DVD (un linguaggio a basso livello con una sintassi simile a quella del DOS) per scoprire se il codice regionale del lettore DVD è stato manomesso al fine di bypassare la codifica regionale.
Il codice regionale è un contrassegno. Nel mondo un film e, conseguentemente, il DVD-Video relativo esce prima nel paese di produzione; pertanto se non ci fossero i codici regionali, sarebbe possibile acquistare all'estero un DVD-Video prima che esso venga proiettato in sala nel paese dell'acquirente.

### Analog Protection System (Macrovision)
Macrovision è un tipo di protezione hardware consistente nell'invio di un picco di tensione sull'uscita video di un qualunque riproduttore dotato del circuito apposito; la tensione viene inviata una volta ogni n secondi, come codificato nel DVD-Video, che deve essere specificamente codificato con l'apposito flag in modo da prevedere questo tipo di protezione. Il picco di tensione sull'uscita video del lettore comporta il fatto che un dispositivo dotato del Controllo automatico del guadagno che prenda in ingresso questo flusso, come ad esempio un videoregistratore o un videoproiettore visualizzerà una serie di artefatti, o di fotogrammi illeggibili, alternati a fotogrammi integri.
Il segnale distorto manda fuori fase la gestione automatica del sistema di sincronismo verticale del lettore che sta prendendo in input il segnale, causando la visualizzazione di fotogrammi caratterizzati da forti variazioni di luminosità. Inoltre la distorsione comporta anche cambi di informazioni colorbust. Il risultato finale sarà un video inguardabile, perché pieno di quadretti colorati, bagliori e spezzoni indecifrabili.
La protezione Macrovision è stato uno dei primi tipi di protezione e fu implementato originariamente per impedire la duplicazione delle videocassette VHS.
Non solo i videoregistratori e lettori DVD da tavolo sono dotati di questo circuito ma anche le normali schede video dotate di TV-Out, che hanno sull'uscita video la protezione.

### Content Scrambling System (CSS)

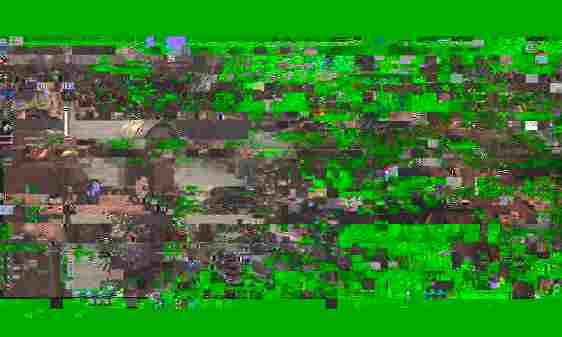
Artefatti generati in un fotogramma dalla protezione CSS

Il Content Scrambling System, o CSS, è un sistema di criptazione dei DVD-Video sviluppato da Matsushita nel 1996.
Il CSS cripta i contenuti del DVD video tramite una serie di chiavi a 40 bit. Le chiavi di accesso del titolo specifico sono memorizzate in un'area riservata del disco, detta hidden area. Le chiavi di accesso funzionano in cascade, cioè una chiave di livello gerarchico superiore (la chiave del lettore) è usata per decriptare la chiave del disco; quest'ultima è utilizzata per decriptare la chiave del titolo. I dati audiovideo sono cifrati con le chiavi suddette, quindi la mera copia produrrà video illeggibili.

### Digital Transmission Content Protection (DTCP)
È uno standard sviluppato nel 1998 congiuntamente da Sony, Intel, Toshiba, Matsushita e Hitachi. È un sistema hardware volto ad impedire la copia tramite le connessioni USB e Firewire.
Mentre il Macrovision è un sistema sviluppato per impedire la copia dei contenuti trasmessi attraverso l'uscita video analogica, il DTCP è concepito per impedire la copia dei contenuti trasmessi tramite connessioni digitali.
Il DTCP cripta il contenuto prima di trasmetterlo attraverso l'uscita digitale; se il lettore che prende in ingresso lo stream non è certificato DTCP, non sarà in grado di autenticarsi con il dispositivo sorgente e non potrà decriptare i dati.

### Content Protection for Recordable media specification (CPRM)
È un sistema sviluppato da IBM, Intel, Toshiba e Matsushita. Utilizza un sistema di chiavi analogamente al CSS.

### ARccOS
DADC's ARccOS è una tecnologia di protezione dalla copia sviluppata da Sony, simile ad alcuni tipi di protezioni impiegate nei videogiochi. Nei DVD vengono introdotte di proposito alcune celle contenenti dati illeggibili o corrotti, in modo da far abortire il processo di ripping del file contenente tali dati.

## Il futuro del video digitale
Con la diffusione dei televisori al plasma ed LCD di grande formato (dai 32 pollici in su) l'intrattenimento cinematografico si sta spostando sempre di più all'interno delle mura domestiche. Questo fenomeno spinge alcuni osservatori a preconizzare una nuova crisi del cinema mondiale. In questo senso le major stanno già sviluppando per le sale nuovi schermi e rinnovati effetti 3D, molto più avanzati rispetto a quelli ottenibili con gli "occhialini" rossi e blu degli anni cinquanta.
Tuttavia le dimensioni dei televisori moderni iniziano ad essere tali che la risoluzione del DVD (tipicamente, in sistema PAL, 720×576) non è più sufficiente per assicurare una visione perfetta e non "sgranata" dei film. Per questo motivo molti produttori hanno investito su supporti digitali più recenti, molto più capienti dei DVD e quindi in grado di contenere filmati caratterizzati da un bitrate molto più elevato.
In questo contesto non si è scorta, a differenza di come avvenne agli esordi del DVD-Video, una forte volontà di realizzare uno standard.

Bisogna considerare che, rispetto ai tempi dell'introduzione del DVD (metà anni novanta), il pubblico è molto più abituato ai supporti ottici; inoltre l'utenza moderna è già potenzialmente recettiva ad accogliere un nuovo formato che garantisca una qualità dei contenuti video e audio più elevata.
Forse per questi motivi i produttori, in questa fase, non si sono più preoccupati di accordarsi, scatenando così una nuova guerra dei formati, che riecheggia quella fra Betamax e VHS degli anni settanta.
In questa lotta per la conquista del mercato il favorito è sembrato essere, in un primo momento, l'HD DVD, un formato capace di memorizzare fino a 15 GB su supporti a singola faccia e 30 GB doppio strato, con una velocità di trasferimento di 36500 kbps Ma alla fine ha prevalso il Blu-ray Disc (BD), il suo altrettanto efficiente avversario, che inizialmente in difficoltà sia in Europa sia negli Stati Uniti (a causa dell'elevato costo del supporto, diveniva difficile da lanciare su di un mercato che riguardasse tutti quanti, tant'è che un primo lettore veniva commercializzato a circa 3 600 dollari), è balzato in testa e Toshiba ha deciso di ritirare il formato HD DVD dal mercato. La PlayStation 2 è anche un lettore DVD, quindi la PlayStation 3, che contiene un drive Blu-ray integrato, è stata la prima macchina in grado di portare nelle case dei fruitori di tutto il mondo questo nuovo tipo di tecnologia ad un prezzo dapprima elevato (ma comunque accessibile) e poi sempre più basso, fino all'odierno prezzo di circa 150 € (costo europeo). Il successivo annuncio, da parte di Disney, Warner Bros., 20th Century Fox, Dreamworks e MGM, dell'adozione del formato BD ha inferto un ulteriore colpo al formato HD DVD.